# De Librije (Zutphen)

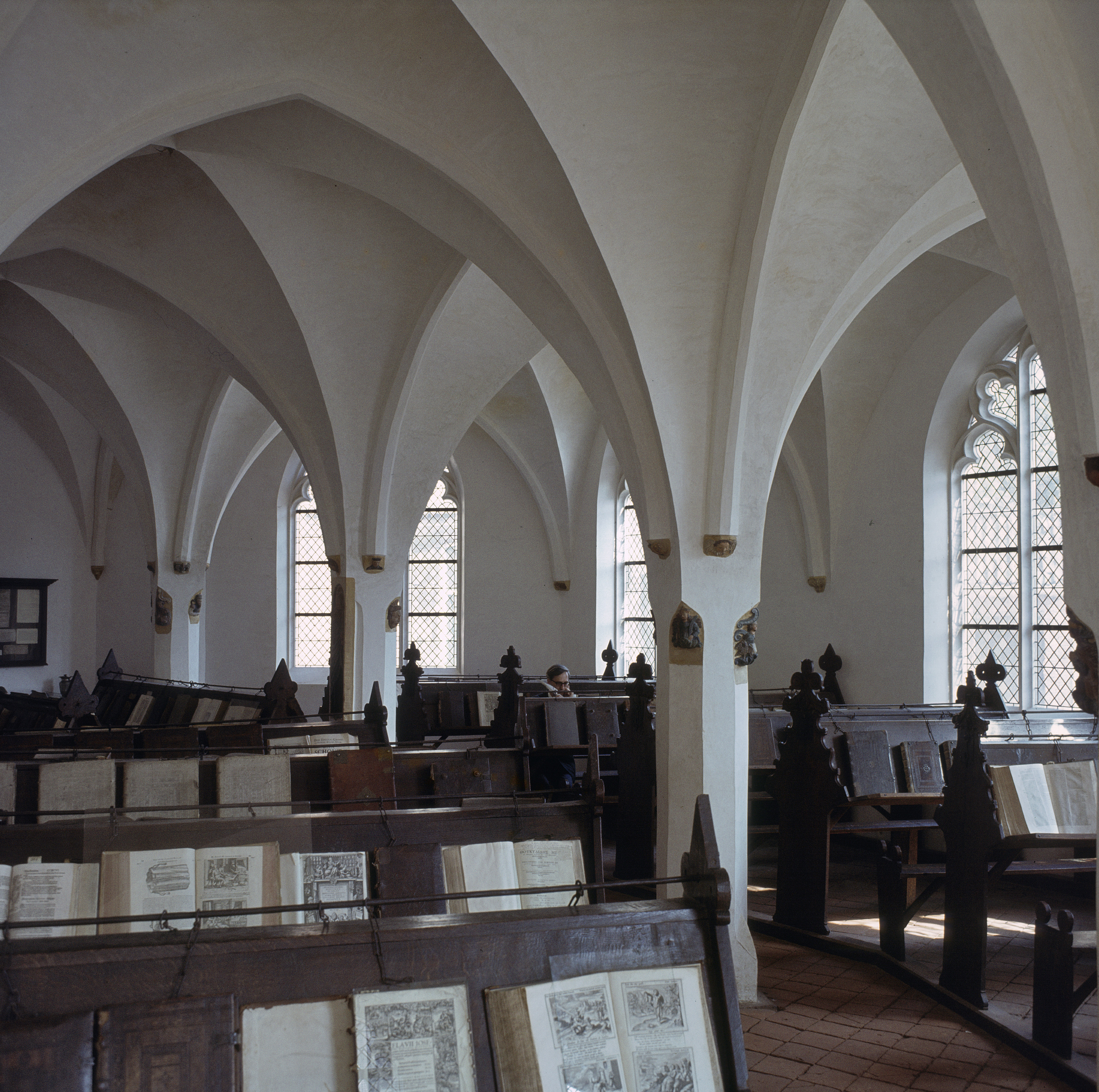
Librije mit historischen Bücherpulten

Die Librije in Zutphen ist eine historische Bibliothek (Kettenbibliothek) und ein bedeutendes kulturhistorisches Monument der Niederlande.

## Die Bibliothek
Die Stiftsherren der Walburgiskerk in Zutphen hatten am Ende des 15. Jahrhunderts eine größere Büchersammlung zusammengetragen, zu deren Unterbringung neue Räume benötigt wurden. So wurde um 1490 zugleich mit dem Bau der Südkapelle auch der Bau der Librije in der Kirche beschlossen.
In der Mitte des 16. Jahrhunderts regten die beiden Kirchenvorsteher Conrad Slindewater und Herman Berner im Zeichen der Gegenreformation den Bau einer neuen, großen Bibliothek im Chorumgang an. Die Menschen sollten durch „gute Literatur“ beim „wahren Glauben“ gehalten werden. Dieser Bau, für den zwei Zutphener Klosterbibliotheken als Vorbild dienten, wurde von 1561 bis 1564 realisiert. Als öffentlicher Lesesaal hat die Librije dann rund 30 Jahre lang gedient. Im 17. und 18. Jahrhundert war sie eine Bibliothek für Prediger und Ratsmitglieder. Danach geriet sie in Vergessenheit und wurde Ende des 19. Jahrhunderts als Monument der Wissenschafts- und Kulturgeschichte wiederentdeckt. Sie ist am besten vergleichbar mit der Biblioteca Malatestiana in Cesena.
Seit 1984 besteht die Stiftung Librije Walburgiskerk Zutphen. Sie widmet sich der Instandhaltung der Bücher und des historischen Bibliotheksmobiliars.

## Der Bücherbestand
Die Bibliothek umfasst heute 741 Bücher aus den Gebieten Theologie und Kirchengeschichte, Rechtswissenschaften, antike und humanistische Literatur und Geschichtsschreibung; den Kern dieser Sammlung machen die von Slindewater und Berner angekauften Bücher aus. Die älteren Bücher (16. Jahrhundert) werden auf den historischen Lesepulten präsentiert, die späteren Erwerbungen befinden sich in Bücherschränken.
Die Librije besitzt:
- sieben Handschriften
- 85 Inkunabeln (gedruckt in Venedig, Basel, Straßburg, Deventer, Köln, Lyon, Mainz und Nürnberg)
- 501 Drucke des 16. Jahrhunderts, vor allem aus Köln und Basel
- 134 Drucke des 17. Jahrhunderts, vor allem aus Amsterdam und Leiden
- 13 Drucke des 18. Jahrhunderts

Die Bedeutung der Librije liegt aber nicht in erster Linie in ihrem Bücherbestand, auch wenn sich darunter einige seltene Exemplare befinden, sondern in der Tatsache, dass eine im Kern aus dem 16. Jahrhundert stammende Büchersammlung bis heute am historischen Ort in ihrem ursprünglichen Kontext besteht.